# 2015-ös WTCC francia nagydíj
A 2015-ös WTCC francia nagydíj volt a 2015-ös túraautó-világbajnokság hetedik fordulója. 2015. június 28-án rendezték meg a Circuit Paul Ricard-on, Franciaországban.

## Időmérő
| Poz. | #  | Versenyző           | Csapat                          | Autó                    | Kat. | 1. rész  | 2. rész  | 3. rész  | Pont |
| ---- | -- | ------------------- | ------------------------------- | ----------------------- | ---- | -------- | -------- | -------- | ---- |
| 1    | 9  | Sébastien Loeb      | Citroën Total WTCC              | Citroën C-Elysée WTCC   |      | 1:30,038 | 1:29,638 | 1:29,245 | 5    |
| 2    | 68 | Yvan Muller         | Citroën Total WTCC              | Citroën C-Elysée WTCC   |      | 1:29,883 | 1:29,753 | 1:29,370 | 4    |
| 3    | 37 | José María López    | Citroën Total WTCC              | Citroën C-Elysée WTCC   |      | 1:30,227 | 1:29,619 | 1:29,378 | 3    |
| 4    | 33 | Ma Csing-hua        | Citroën Total WTCC              | Citroën C-Elysée WTCC   |      | 1:29,859 | 1:29,846 | 1:29,617 | 2    |
| 5    | 3  | Tom Chilton         | ROAL Motorsport                 | Chevrolet RML Cruze TC1 | Y    | 1:30,173 | 1:29,680 | 1:29,831 | 1    |
| 6    | 7  | Hugo Valente        | Campos Racing                   | Chevrolet RML Cruze TC1 | Y    | 1:30,478 | 1:30,133 |          |      |
| 7    | 18 | Tiago Monteiro      | Honda Racing Team JAS           | Honda Civic WTCC        |      | 1:30,529 | 1:30,158 |          |      |
| 8    | 5  | Michelisz Norbert   | Zengő Motorsport                | Honda Civic WTCC        | Y    | 1:30,500 | 1:30,559 |          |      |
| 9    | 46 | Jaap van Lagen      | Lada Sport Rosneft              | Lada Vesta              |      | 1:30,609 | 1:30,843 |          |      |
| 10   | 25 | Mehdi Bennani       | Sébastien Loeb Racing           | Citroën C-Elysée WTCC   | Y    | 1:30,258 | 1:31,345 |          |      |
| 11   | 11 | Grégoire Demoustier | Craft Bamboo                    | Chevrolet RML Cruze TC1 | Y    | 1:30,591 | 1:31,360 |          |      |
| 12   | 10 | Nicky Catsburg      | Lada Sport Rosneft              | Lada Vesta              |      | 1:30,640 | 1:31,743 |          |      |
| 13   | 4  | Tom Coronel         | ROAL Motorsport                 | Chevrolet RML Cruze TC1 | Y    | 1:30,688 |          |          |      |
| 14   | 2  | Gabriele Tarquini   | Honda Racing Team JAS           | Honda Civic WTCC        |      | 1:30,802 |          |          |      |
| 15   | 26 | Stefano D'Aste      | ALL-INKL.COM Münnich Motorsport | Chevrolet RML Cruze TC1 | Y    | 1:30,948 |          |          |      |
| 16   | 12 | Robert Huff         | Lada Sport Rosneft              | Lada Vesta              |      | 1:31,029 |          |          |      |
| 17   | 19 | Rickard Rydell      | Nika International              | Honda Civic WTCC        |      | 1:31,162 |          |          |      |
| 18   | 27 | John Filippi        | Campos Racing                   | Chevrolet RML Cruze TC1 | Y    | 1:31,443 |          |          |      |

- Y - Yokohama bajnokság

## Első futam
| Poz. | #  | Versenyző           | Csapat                          | Autó                    | Kat. | Futott kör | Idő/Kiesés oka | Rajthely | Pont |
| ---- | -- | ------------------- | ------------------------------- | ----------------------- | ---- | ---------- | -------------- | -------- | ---- |
| 1    | 9  | Sébastien Loeb      | Citroën Total WTCC              | Citroën C-Elysée WTCC   |      | 16         | 24:38,108      | 1        | 25   |
| 2    | 68 | Yvan Muller         | Citroën Total WTCC              | Citroën C-Elysée WTCC   |      | 16         | +6,020         | 2        | 18   |
| 3    | 37 | José María López    | Citroën Total WTCC              | Citroën C-Elysée WTCC   |      | 16         | +7,147         | 3        | 15   |
| 4    | 33 | Ma Csing-hua        | Citroën Total WTCC              | Citroën C-Elysée WTCC   |      | 16         | +9,102         | 4        | 12   |
| 5    | 3  | Tom Chilton         | ROAL Motorsport                 | Chevrolet RML Cruze TC1 | Y    | 16         | +12,638        | 5        | 10   |
| 6    | 5  | Michelisz Norbert   | Zengő Motorsport                | Honda Civic WTCC        | Y    | 16         | +16,032        | 8        | 8    |
| 7    | 18 | Tiago Monteiro      | Honda Racing Team JAS           | Honda Civic WTCC        |      | 16         | +16,286        | 7        | 6    |
| 8    | 2  | Gabriele Tarquini   | Honda Racing Team JAS           | Honda Civic WTCC        |      | 16         | +20,888        | 14       | 4    |
| 9    | 25 | Mehdi Bennani       | Sébastien Loeb Racing           | Citroën C-Elysée WTCC   | Y    | 16         | +27,191        | 10       | 2    |
| 10   | 46 | Jaap van Lagen      | Lada Sport Rosneft              | Lada Vesta WTCC         |      | 16         | +31,589        | 9        | 1    |
| 11   | 19 | Rickard Rydell      | Nika International              | Honda Civic WTCC        |      | 16         | +31,802        | 17       |      |
| 12   | 4  | Tom Coronel         | ROAL Motorsport                 | Chevrolet RML Cruze TC1 | Y    | 16         | +31,822        | 13       |      |
| 13   | 11 | Grégoire Demoustier | Craft Bamboo                    | Chevrolet RML Cruze TC1 | Y    | 16         | +38,658        | 11       |      |
| 14   | 26 | Stefano D'Aste      | ALL-INKL.COM Münnich Motorsport | Chevrolet RML Cruze TC1 | Y    | 16         | +42,028        | 15       |      |
| 15   | 27 | John Filippi        | Campos Racing                   | Chevrolet RML Cruze TC1 | Y    | 16         | +42,362        | 18       |      |
| Ki   | 7  | Hugo Valente        | Campos Racing                   | Chevrolet RML Cruze TC1 | Y    | 4          |                | 6        |      |
| Ki   | 10 | Nicky Catsburg      | Lada Sport Rosneft              | Lada Vesta WTCC         |      | 4          |                | 12       |      |
| Ki   | 12 | Robert Huff         | Lada Sport Rosneft              | Lada Vesta WTCC         |      | 0          |                | 16       |      |

- Y - Yokohama bajnokság

## Második futam
| Poz. | #  | Versenyző           | Csapat                          | Autó                    | Kat. | Futott kör | Idő/Kiesés oka | Rajthely | Pont |
| ---- | -- | ------------------- | ------------------------------- | ----------------------- | ---- | ---------- | -------------- | -------- | ---- |
| 1    | 37 | José María López    | Citroën Total WTCC              | Citroën C-Elysée WTCC   |      | 16         | 24:50,700      | 8        | 25   |
| 2    | 5  | Michelisz Norbert   | Zengő Motorsport                | Honda Civic WTCC        | Y    | 16         | +1,449         | 3        | 18   |
| 3    | 33 | Ma Csing-hua        | Citroën Total WTCC              | Citroën C-Elysée WTCC   |      | 16         | +2,156         | 7        | 15   |
| 4    | 68 | Yvan Muller         | Citroën Total WTCC              | Citroën C-Elysée WTCC   |      | 16         | +3,165         | 9        | 12   |
| 5    | 2  | Gabriele Tarquini   | Honda Racing Team JAS           | Honda Civic WTCC        |      | 16         | +12,071        | 14       | 10   |
| 6    | 7  | Hugo Valente        | Campos Racing                   | Chevrolet RML Cruze TC1 | Y    | 16         | +16,645        | 5        | 8    |
| 7    | 4  | Tom Coronel         | ROAL Motorsport                 | Chevrolet RML Cruze TC1 | Y    | 16         | +16,681        | 13       | 6    |
| 8    | 3  | Tom Chilton         | ROAL Motorsport                 | Chevrolet RML Cruze TC1 | Y    | 16         | +16,792        | 6        | 4    |
| 9    | 25 | Mehdi Bennani       | Sébastien Loeb Racing           | Citroën C-Elysée WTCC   | Y    | 16         | +22,667        | 1        | 2    |
| 10   | 19 | Rickard Rydell      | Nika International              | Honda Civic WTCC        |      | 16         | +24,009        | 16       | 1    |
| 11   | 46 | Jaap van Lagen      | Lada Sport Rosneft              | Lada Vesta WTCC         |      | 16         | +26,371        | 2        |      |
| 12   | 10 | Nicky Catsburg      | Lada Sport Rosneft              | Lada Vesta WTCC         |      | 16         | +28,673        | 12       |      |
| 13   | 27 | John Filippi        | Campos Racing                   | Chevrolet RML Cruze TC1 | Y    | 16         | +34,641        | 17       |      |
| 14   | 11 | Grégoire Demoustier | Craft Bamboo                    | Chevrolet RML Cruze TC1 | Y    | 16         | +38,623        | 11       |      |
| 15   | 26 | Stefano D'Aste      | ALL-INKL.COM Münnich Motorsport | Chevrolet RML Cruze TC1 | Y    | 14         | +2 kör         | 15       |      |
| Ki   | 18 | Tiago Monteiro      | Honda Racing Team JAS           | Honda Civic WTCC        |      | 7          |                | 4        |      |
| Ki   | 9  | Sébastien Loeb      | Citroën Total WTCC              | Citroën C-Elysée WTCC   |      | 3          |                | 10       |      |
| Ni   | 12 | Robert Huff         | Lada Sport Rosneft              | Lada Vesta WTCC         |      |            |                | 18       |      |

- Y - Yokohama bajnokság

## Külső hivatkozások
- Hivatalos nevezési lista
- Az időmérő eredménye
- Az 1. futam eredménye
- A 2. futam eredménye